# 中山道みたけ館
中山道みたけ館（なかせんどうみたけかん）は、岐阜県可児郡御嵩町御嵩1389番地1にある複合公共施設である。正式名称は御嵩町中山道みたけ館である。

## 概要
町民の潤いのある生活、学習活動の場所と機会を提供。教育、学術及び文化の発展に寄与するための施設である
。1996年（平成8年）3月1日開館。図書館、郷土館、竹屋資料館からなる。
本館に相当する中山道みたけ館は1階が図書館、2階が郷土館となっている。竹屋資料館（中山道御嶽宿商家竹屋）は明治初期に建築された商家である。

## 施設
2017年度（平成29年度）の中山道みたけ館全体の入館者数は64,211人（うち郷土館は22,428人）であり、商家竹屋の入館者数は9,464人だった。

### 図書館
2017年度（平成29年度）末の図書館の蔵書冊数は、一般書が76,238冊、児童書が30,746冊、計106,984冊だった。2017年度（平成29年度）の図書館の貸出冊数は、一般書が47,592冊、児童書が38,575冊、計86,167冊だった。2017年度（平成29年度）末の御嵩町の人口は18,445人であり、町民1人あたり蔵書冊数は5.80冊、町民1人あたり貸出冊数は4.51冊だった。2017年度（平成29年度）には「子ども読書活動優秀実践図書館」として文部科学大臣表彰を受けた。
新聞の原紙保存期間は2年間であり、中日新聞のみは1996年（平成8年）1月から2014年（平成26年）12月まで永年保存している。ただし、1990年代半ばの御嵩町は産業廃棄物処理場問題やそれに付随する御嵩町長襲撃事件などで揺れた経緯があり、1996年（平成8年）10月から1997年（平成9年）12月（13か月間）の朝日新聞と岐阜新聞、1996年（平成8年）10月から1996年（平成8年）12月（3か月間）の読売新聞と毎日新聞は永年保存としている。

### 郷土館
歴史、考古、民俗、芸術等に関する実物、複製、模写、文献等の資料の収集、保存及び展示を目的とする。
原始から現代までの御嵩町に関する資料を常設展示する。主な展示物は、中世の願興寺廃寺や東山道など、近世の中山道御嵩宿や伏見宿、隠れキリシタン、近代から現代の亜炭坑などである。入館料は無料。

### 竹屋資料館
岐阜県可児郡御嵩町御嵩1406番地にある中山道御嶽宿の商家の建物であり、中山道みたけ館に隣接する。歴史、芸術、民俗等に関する資料を収集、保存及びを目的とする。主屋、茶室、土蔵からなる。主屋、茶室は1997年（平成9年）に、御嵩宿商家竹屋として御嵩町の重要文化財に指定されている。入館料は無料。
主屋
- 1877年（明治10年）頃の建築と推測される木造2階建の切妻造の建物。延床面積は103.2坪。中央の土間をはさんで東側に店、中の間、居間、表座敷、奥中の間、奥座敷が、西側に下店、板の間、台所がある。明治末期から大正期には炊事場が増築されている。

茶室
- 明治後期以降に建築または移築されたと推測される木造平屋建の茅葺きの建物。延床面積は6.6坪。

土蔵
- 大正時代に建築された切妻2階建の建物。延床面積は17.9坪。

## 利用案内
- 開館時間：
  - 10:00 - 18:00　（火曜日から金曜日）
  - 9:00 - 17:00　（土日祝日）
- 休館日：毎週月曜日（祝日の場合は開館）、毎月第3火曜日、毎月最終金曜日、年末年始（12月28日 - 1月4日）。他に蔵書点検期間、資料燻蒸期間による臨時休館がある。

## 交通アクセス
- 名鉄広見線 御嵩駅から徒歩で約3分。
- 東海環状自動車道 可児御嵩インターチェンジから車で約5分。
- 中央自動車道 土岐インターチェンジから車で約20分。